# Баррелла, Лусиана
Лусиа́на Рейс Барре́лла (порт. Luciana Reis Barrella; род. 23 декабря 1978, Манаус) — бразильская кёрлингистка.

## Достижения
- Чемпионат Бразилии по кёрлингу среди смешанных пар: серебро (2017).

## Команды
| Сезон                                               | Четвёртый          | Третий            | Второй                | Первый           | Запасной                                                        | Турниры              |
| --------------------------------------------------- | ------------------ | ----------------- | --------------------- | ---------------- | --------------------------------------------------------------- | -------------------- |
| 2016—17                                             | Aline Goncalves    | Isis Oliveira     | Alessandra Barros     | Анна Сибуя       | Лусиана Баррелла                                                |                      |
| 2022—23                                             | Isis Oliveira      | Лусиана Баррелла  | Marcélia Melo         | Sarah Lippi      | Giullia Rodriguez тренеры: Christine Mathews, Barbara Zbeetnoff | ПКЧ 2022 (9 место)   |
| 2023—24                                             | Анна Сибуя         | Лусиана Баррелла  | Sarah Lippi           | Isabelle Campos  | Marcélia Melo тренер: Frank Odriscoll                           | ПКЧ 2023 (11 место)  |
| 2024—25                                             | Isis Regadas Abreu | Лусиана Баррелла  | Marcélia Melo         | Ana Teodoro      | Rafaela Ladeira тренер: Barbara Zbeetnoff                       | ПКЧ 2024 (13 место)  |
| Кёрлинг среди смешанных команд (mixed curling)      |                    |                   |                       |                  |                                                                 |                      |
| 2015—16                                             | Marcelo Mello      | Лусиана Баррелла  | Sergio Mitsuo Vilela  | Isis Oliveira    | тренер: Жан-Пьер Рюче                                           | ЧМСК 2015 (35 место) |
| 2016—17                                             | Raphael Monticello | Alessandra Barros | Марсиу Серкинью       | Лусиана Баррелла |                                                                 | ЧМСК 2016 (33 место) |
| 2017—18                                             | Marcelo Mello      | Aline Goncalves   | Sergio Mitsuo Vilela  | Лусиана Баррелла | тренер: Nicole Gluekler                                         | ЧМСК 2017 (30 место) |
| 2018—19                                             | Анна Сибуя         | Клаудио Алвес     | Лусиана Рейс Баррелла | Erick Santos     | тренер: Matthew Gervan                                          | ЧМСК 2018 (33 место) |
| Кёрлинг среди смешанных пар (mixed doubles curling) |                    |                   |                       |                  |                                                                 |                      |
| 2016—17                                             | Лусиана Баррелла   | Scott McMullan    |                       |                  |                                                                 | ЧБСП 2016 (4 место)  |
| 2017—18                                             | Лусиана Баррелла   | Marcelo Mello     |                       |                  |                                                                 | ЧБСП 2017            |
| 2018–19                                             | Лусиана Баррелла   | Марсиу Серкинью   |                       |                  | тренер: Wade Scoffin (ЧМСП)                                     | ЧМСП 2019 (26 место) |

(скипы выделены полужирным шрифтом)